# Christophe-Paul de Robien
Pour les articles homonymes, voir Robien.
Christophe-Paul de Robien, dit le président de Robien (4 novembre 1698 au château de Robien à Saint-Thuriau de Quintin, aujourd’hui Le Fœil - 5 juin 1756 à Rennes), est un magistrat, historien, naturaliste et collectionneur d'art français, conseiller au Parlement de Bretagne (1720-1726), président à mortier au Parlement de Bretagne (1724-1756). Il est inhumé dans la collégiale de Quintin où reposent sa mère et d'autres parents.

## Biographie
Christophe-Paul de Robien, marquis de Robien, vicomte de Plaintel, baron de Kaër (titres de courtoisie), chevalier, est issue d’une famille nobles de parlementaires. Il est le fils de Paul de Robien, vicomte de Plaintel, baron de Kaër, président à mortier au Parlement de Bretagne, et de Thérèse Olive du Louët. Il est le grand-père de Paul-Marie-Céleste d'Andigné de La Blanchaye et de Louis d'Andigné.
Après ses études chez les Jésuites de Rennes et un séjour dans une académie d'exercices parisienne, il obtient sa licence en droit à Nantes en 1718 et devient avocat. Il est reçu conseiller le 17 mai 1720, puis président à mortier le 24 octobre 1724.

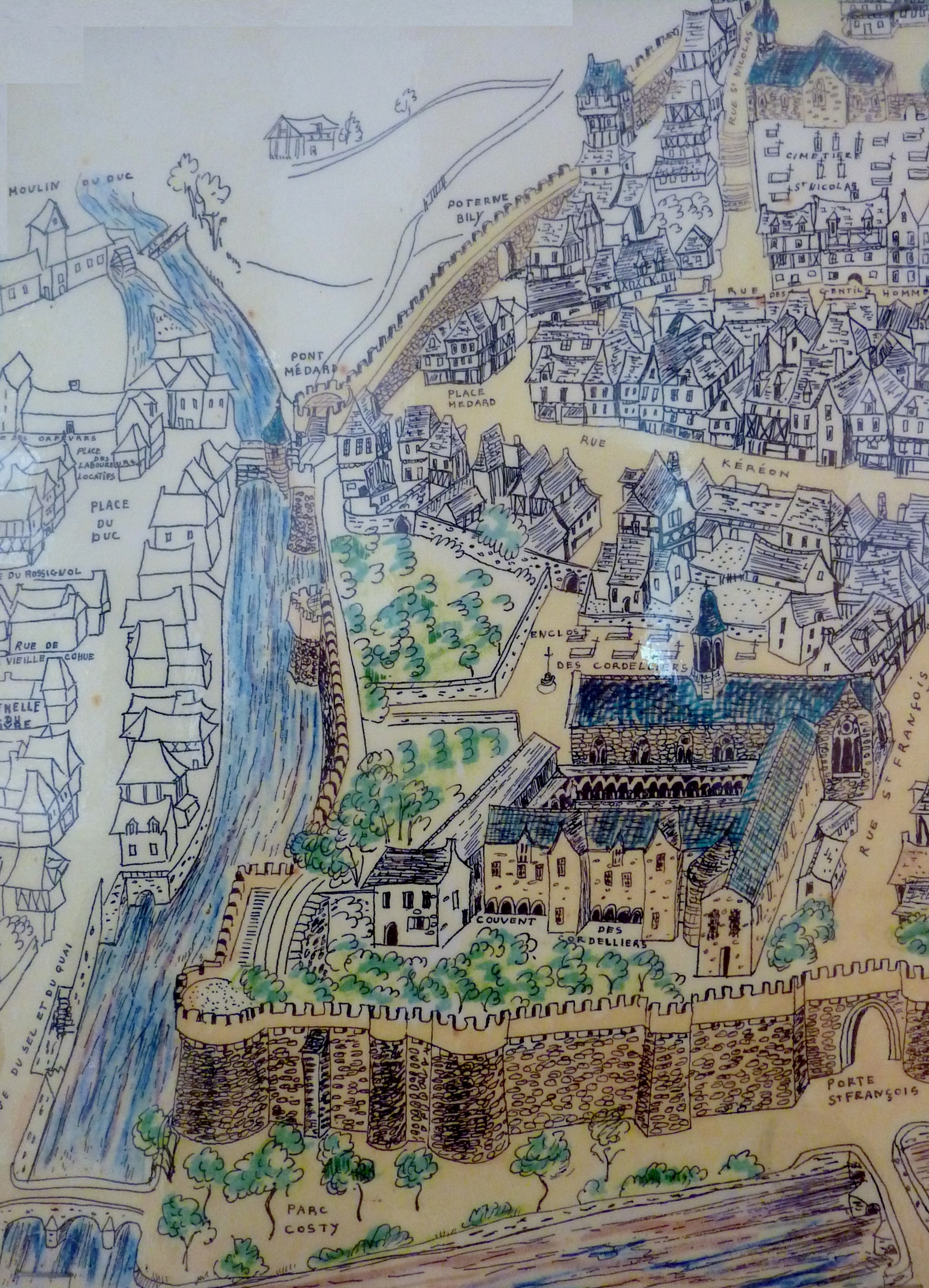
Christophe-Paul de Robien : plan de Quimper vers 1735

Julienne de Robien-Kerambourg avec lequel il se marie le 20 juin 1728 alors qu'elle a 12 ans, meurt à 26 ans en laissant sept enfants, le premier étant né 38 mois après le mariage. Cette union avec la fille aînée d'une riche famille contribue à asseoir sa fortune, héritée et résultat d'héritages préservés pour la majeure partie et une des plus importantes de la province bien qu'inférieure à celles des plus grands négociants nantais, voire malouins. En 1764, ses enfants héritent de treize seigneuries situées dans le pays de Quintin, s'y étendant dans huit paroisses, le Trégor et le pays Vannetais et vingt-quatre de ses paroisses. Ces propriétés furent la cause de procès, principalement avec les vassaux contestant ses droits de seigneur, lui-même refusant, pour les mêmes raisons, de rendre aveu aux Lorges de la seigneurie de Quintin. Ces procès qui ne cessèrent de le mobiliser et dont un volume important d'archives témoigne ont pourtant le prestige - l'ancienneté de la noblesse - ou le symbolique pour enjeux, les bénéfices sur le fond étant sans commune mesure avec les cent cinquante mille livres de frais liés à ces contentieux, somme estimée par les héritiers encore engagés dans les affaires non encore tranchées.
Il est l’auteur de la Description historique, topographique et naturelle de l'ancienne Armorique, ouvrage rédigé en 1752 mais édité seulement en 1974 par Jean-Yves Veillard qui rappelle son rôle précurseur dans l'archéologie bretonne et la prise de conscience de ce patrimoine.
Antiquaire, il possède une importante collection scientifique (son cabinet de curiosités, à l’hôtel de Robien). Celle-ci est saisie à la Révolution et se trouve maintenant répartie principalement entre le musée des beaux-arts de Rennes, le musée de Bretagne et l'Université de Rennes.

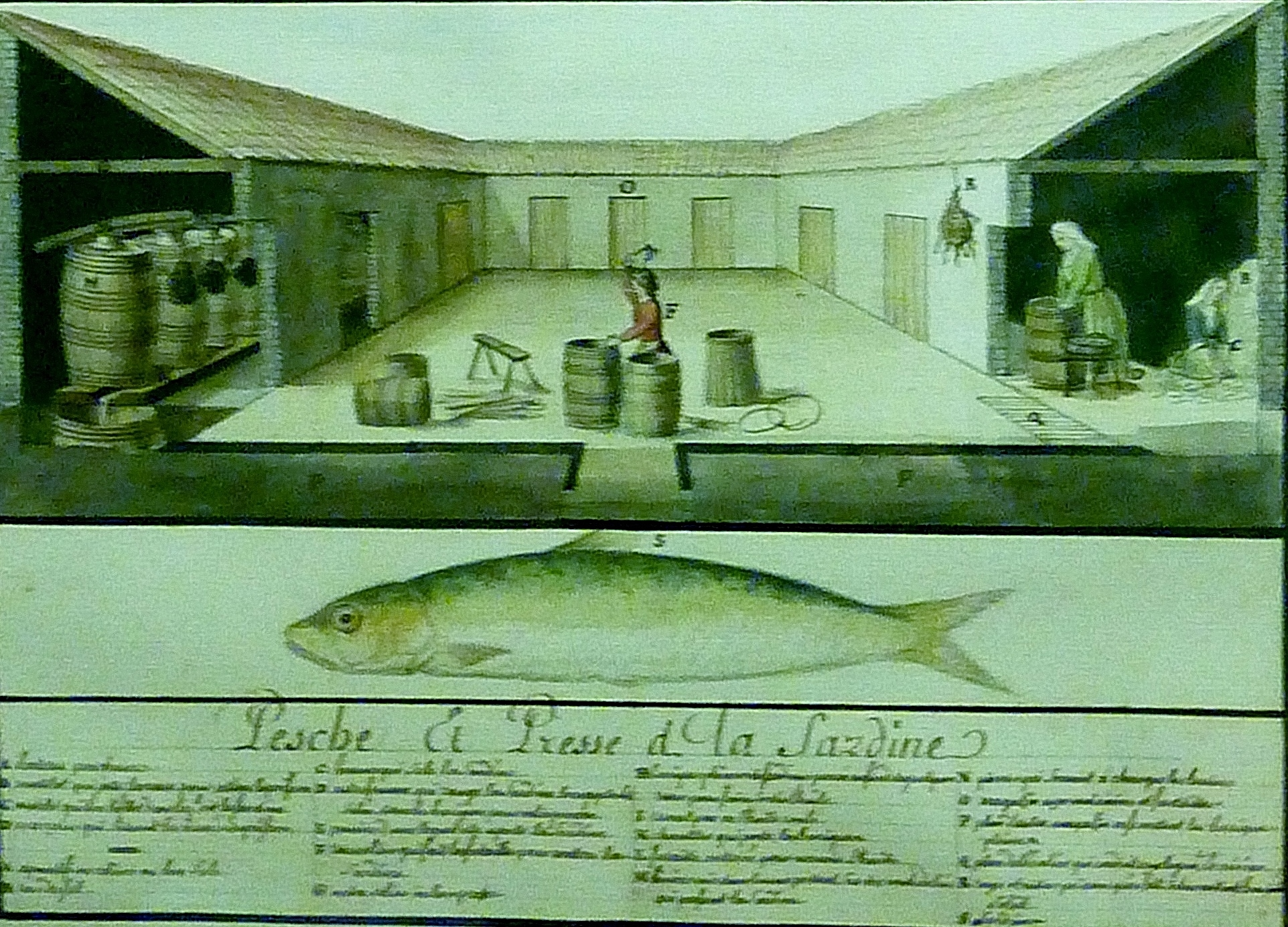
Pesche et presse de la sardine (dessin aquarellé sur papier, 1756).

Comme l'attestent les ouvrages de sa bibliothèque, Christophe-Paul de Robien s'est intéressé à la généalogie, terminant la sienne en 1732 (??), et à l'héraldique, particulièrement avec le projet de rendre visible le rang de sa famille. Si l'ajout de ses armoiries à ses biens comme ses livres ou son tombeau ne lui cause pas de problème, il n'en est pas de même pour les églises dont il se considère seigneur-fondateur. À partir de 1731, des arrêts du conseil d'État s'opposent à ses prétentions et le condamnent à retirer ses armoiries des églises de Pluvigner et de Brech, considérées comme une négation de la supériorité du Roi. S'il paraît s'incliner dans ses réponses aux autorités, il réitère l'opération dans plusieurs chapelles et églises bretonnes. Il ne connaîtra pas la conclusion de ce contentieux : c'est en 1763, sept ans après sa mort, que les prééminences et droits honorifiques des Robien sont reconnus dans les églises de Crach, Landaul, Landévant, Locmariaquer et Pluvigner ainsi que dans douze chapelles.

## Ouvrages
- Description historique, topographique et naturelle de l'Ancienne Armorique ou Petite Bretagne - Bibliothèque de Rennes Métropole (Les Champs Libres). Textes : Mss 309 et 311. Planches : Mss 310 et 312[8].